# Ökobilanzdatenbank
Ökobilanzdatenbanken werden auch als Life-Cycle-Assessment-Datenbanken (LCA-Datenbanken) bezeichnet. Sie enthalten Sachbilanzdaten – auch Life Cycle Inventory (LCI) genannt – bzw. Daten zu einzelnen Prozessen, welche im Rahmen einer Ökobilanz analysiert werden.

## Allgemein
Ökobilanzdatenbanken enthalten Sachbilanzdaten u. a. zur Energiebereitstellung, zur Materialherstellung und -verarbeitung, zu Transport- und Entsorgungsdienstleistungen. Sie dienen vorrangig dem Zweck, dass Unternehmen, die Ökobilanzen durchführen, auf diese Quellen zurückgreifen können. Ökobilanzdatenbanken können intern in ein Betriebliches Umweltinformationssystem integriert sein oder extern als Datenquelle für Forschung und Wirtschaft Ökobilanzdatensätze bereitstellen. Mithilfe von Ökobilanzdatenbanken wird der Aufwand zur Erstellung von individuellen Ökobilanzen reduziert.

## Standardisierung
Um die Datenerhebung und -codierung zu vereinheitlichen, wurden verschiedene Initiativen ergriffen.
Eine dieser Initiativen wird vom JRC (Joint Research Center) der Europäischen Kommission gefördert und ist das „International Reference Life Cycle Data System (ILCD)“, um nachhaltige Verbrauchs- und Erzeugungsstrukturen zu entwickeln. Im Rahmen dieser Bemühungen wurde ein ILCD-Handbuch entwickelt und veröffentlicht. Vorrangig wird auf die Einhaltung der ISO 14044 geachtet und in Bezug auf Ökobilanzdatenbanken ein gemeinsamer Standard vorgelegt. Dieser Standard wird als ILCD-Standard bezeichnet.
Das JRC hat auch eine Liste von Softwaretools sowie ein Verzeichnis von Datenbanken zur Ökobilanzierung zusammengestellt.
Ein anderer großer Standard bei Ökobilanzdaten ist der EcoSpold01- bzw. EcoSPold02-Standard.
Ein weiteres Projekt zur Standardisierung ist das „database registry“-Projekt der UNEP/SETAC Life Cycle Initiative. Dieses Register soll eine weltweite Übersicht und Charakterisierung von Ökobilanzdatenbanken bzw. Lebenszyklusdatenbanken liefern. Großer Wert wird auf die Qualität von Daten gelegt. Das Projekt läuft seit 2007 und wird kofinanziert vom BMU und BMBF.

## Datenbanken

### CarbonCloud
CarbonCloud ist ein Technologieunternehmen mit Sitz in Göteborg, Schweden, das sich auf die Bereitstellung genauer Kohlenstoff-Fußabdruck-Daten spezialisiert hat. Es wurde von einem Team von Klima- und Lebensmittelforschern gegründet, die sich der Nachhaltigkeitsproblematik in der Lebensmittelindustrie widmen.
Die Ökobilanzdatenbank von CarbonCloud ist eine der umfangreichstem Online-Datenbank, die detaillierte Informationen über die Kohlenstoffemissionen von mehr als 56.000 Lebensmittelprodukten bereitstellt. Sie enthält Informationen aus 190 Ländern. CarbonCloud liefert genaue Emissionsfaktoren und detaillierte Aufschlüsselungen, einschließlich FLAG Daten, Treibhausgasemissionen sowie Land- und Wassernutzung.
Die Daten von CarbonCloud entsprechen allgemein anerkannten Standards und Vorschriften, einschließlich GHGP und ISO14067. Daher sind sie für verschiedene Anwendungsfälle geeignet, darunter die Kommunikation von CO2-Fußabdruck für Produkte, SBTi, CSRD, Klimabilanz auf Unternehmensebene, Produktentwicklung und -forschung, Beschaffung und Lieferkettenmanagement sowie Unternehmensstrategie und Entscheidungsfindung.
Die Datenbank ist ein wichtiger Bestandteil der umfassenderen Softwarelösungen, die CarbonCloud für die Messung und Reduzierung des Kohlenstoff-Fußabdrucks anbietet.

### GaBi
Die GaBi LCI-Datenbanken sind die umfangreichsten intern konsistenten Ökobilanzdaten auf dem Markt. Sie beinhalten Rund 13.000 gebrauchsfertige Sachbilanzdatensätze (Stand: April 2020) und basieren zu einem signifikanten Teil auf qualifizierten Informationen von der Industrie oder Verbänden. GaBi steht für „Ganzheitliche Bilanzierung“ und bildet den Markennamen für Ökobilanz-Software und -Daten des Anbieters Sphera (ehemals thinkstep). GaBi Datenbanken gibt es seit den frühen 80er Jahren. Die Datensätze werden jährlich entsprechend der neuesten Entwicklungen in Wissenschaft und Technik aktualisiert und finden Eingang in mehr als 20 branchenspezifische Zusatzdatenbanken für alle relevanten Sektoren und Bereiche (z. B. Energie, Stahl, Aluminium, nachwachsende Rohstoffe, uvm.)

### Ecoinvent
Die internationale ecoinvent Datenbank ist ein derzeit weltweit führendes Datensystem vom schweizerischen ecoinvent-Zentrum zur zentralen Erfassung, Berechnung, Verwaltung und zum Anbieten von Ökobilanzdaten via Internet mit über 4500 Nutzern und Nutzerinnen in mehr als 40 Ländern. Im Rahmen des Projekts evoinvent 2000 wurde im Herbst 2003 die erste Version (v1.0) unter www.ecoinvent.ch publiziert. Der Datenbestand der Version v2.2 aus dem Jahr 2010 umfasst mehr als 4000 Datensätze. Aktuell (Stand Juni 2016) ist der Datenbestand der Version 3.2. Aufgeführt werden Sachbilanzdaten zu Energie, Materialien, Abfallentsorgung, landwirtschaftliche Produkte und Prozesse, Transporte, Elektronik, Metallverarbeitung und Gebäudelüftung, die mit Industriedaten von unabhängigen Experten erstellt wurden. Neben den Sachbilanzen enthält die ecoinvent Datenbank zu diesen Bereichen auch Bewertungsmethoden wie u. a. dem Ecoindikator 99, der Methode der ökologischen Knappheit 06 oder der CML-Methode.
cm.chemicals
Die cm.chemicals Datenbank des Unternehmens Carbon Minds ist eine Life Cycle Inventory Datenbank, die die Produktion für mehr als 1000 Chemikalien und Kunststoffen in über 190 Ländern und Regionen abdeckt. Die Grundlagen der Datenbank wurden in langjährigen Forschungsarbeiten der späteren Carbon Minds Gründer an der RWTH Aachen entwickelt. In 2019 wurde das gesamte Datensystem an Carbon Minds übergeben und wird seitdem von dem Unternehmen weiterentwickelt. Die Datenbank, die 2020 eingeführt und jährlich aktualisiert wird, lässt sich in alle gängigen Ökobilanzierungsprogramme integrieren. Bei den Daten in der cm.chemicals Datenbank handelt es sich um Sekundärdaten, die mit einer proprietären, intern konsistenten Methodik generiert werden, die einen hohen Grad an Regionalisierung ermöglicht. Im September 2021 wurde die der cm.chemicals-Datenbank zugrunde liegende Methodik vom TÜV Rheinland für die Einhaltung der ISO-Normen 14040/14044 zertifiziert.

### ProBas
Das Webportal Prozessorientierte Basisdaten für Umweltmanagement-Instrumente (ProBas) ist eine Datenbank des deutschen Umweltbundesamtes und des Öko-Institut e. V., die Daten zu Umweltmanagement, Ökobilanzen und Stoffstromanalysen kostenlos zur Verfügung stellt. Konkret enthält sie Informationen zu den Themen Energie, Materialien und Produkte sowie Transport und Entsorgung, die auch für betriebliche Ökobilanzen hilfreich sind.

### ELCD
Die European Reference Life Cycle Database (ELCD) umfasst Daten von EU-Geschäftsorganisationen über Life Cycle Inventory (LCI). Die aktuelle Version ist die ELCD III, in welcher Prozessdatensätze aktualisiert bzw. angepasst wurden. Die englischsprachige Datenbank wurde unter Beachtung der Richtlinien ISO 14040 und ISO 14044 entwickelt. Der Schwerpunkt bei der Harmonisierung der Daten lag auf der Anwendbarkeit, Konsistenz und Qualität, welche unter anderem im ILCD-Handbook beschrieben wurden. Die Daten Sets in der Datenbank sind keine offiziellen Referenzwerte der EU. Die Daten sind darauf ausgerichtet, sich in Ökobilanz-Tools oder andere Ökobilanzdatenbanken zu integrieren.
Die Datenbank umfasst aktuell über 300 Prozessdatensätze zu Transportdienstleistungen, Materialproduktion, Energiebereitstellung, Landnutzung und andere Bereiche.
Die Daten können im ILCD-Standard abgerufen werden.

### ÖKOBAUDAT
Vom Bundesministerium für Wohnen, Stadtentwicklung und Bauwesen herausgegebene Datenbank mit ca. 1.400 allgemeinen und spezifischen Datensätzen (LCI) von Baustoffen.

### Netzwerk Lebenszyklusdaten
Das Netzwerk Lebenszyklusdaten befindet sich noch im Aufbau und ist kostenlos zugänglich. Die Daten können im EcoSpold Format abgerufen oder mit einem Formatkonverter in ILCD-Standard umgewandelt werden.

### Fraunhofer Advanced Materials and Processes Datenbank (Fraunhofer AMP DB)
Die Datenbank wurde 2018 durch Fraunhofer IBP und Fraunhofer IGCV ins Leben gerufen und wird seitdem kommerziell über Sphera vertrieben. Umfang sind bisher insbesondere Herstellungs- und Verarbeitungsprozesse von Kohlenstofffasern und kohlenstofffaserverstärkten Kunststoffen. Die Fraunhofer AMP DB basiert auf Primärdaten aus der Industrie und beinhaltet 143 Prozesse, darunter 58 Verarbeitungsprozesse (Basisprozesse) mit den gängigsten Herstellungs- und Verarbeitungstechnologien in unterschiedlichen geografischen Regionen.

## Weitere Ökobilanzdatenbanken
LCA food
LCAfood ist eine dänische Online-Datenbank, welche überwiegend Daten im Lebensmitteln-Sektor erfasst.
GEMIS
In der GEMIS-Datenbank können kostenlos Lebenszyklusdaten zu verschiedenen Prozesse, Produkte, Referenzen und Szenarien abgerufen werden. Überwiegend sind Daten zur Primärenergie- und Rohstoffgewinnung in der Gemis-Datenbank kostenfrei abrufbar. Die Datenbank ist Teil des GEMIS-Projektes.
NEEDS
Die NEEDS-Datenbank beinhaltet Daten für Lebenszykluskosten von zukünftigen Energieversorgungssystemen, Material- und Transportdienstleistungen.
NREL
US-amerikanische Datenbank für Lebenszyklusdaten.
ÖkoPro
Interaktive Datenbank für Chemikalien und deren Toxizität, deren Datenblätter kostenfrei abgerufen werden können.